# Myrmotherula
Genre
Myrmotherula est un genre de passereaux de la famille des Thamnophilidés, originaires d'Amérique du Sud.

## Liste des espèces
Selon la classification de référence du Congrès ornithologique international (version 6.4, 2016) :
- Myrmotherula ignota — Myrmidon de Griscom (Griscom, 1929)
  - Myrmotherula ignota ignota (Griscom, 1929)
  - Myrmotherula ignota obscura (Zimmer, JT, 1932)
- Myrmotherula brachyura — Myrmidon pygmée (Hermann, 1783)
- Myrmotherula surinamensis — Myrmidon du Suriname (Gmelin, JF, 1788)
- Myrmotherula multostriata — Myrmidon d'Amazonie, Myrmidon strié (Sclater, PL, 1858)
- Myrmotherula pacifica — Myrmidon du Pacifique (Hellmayr, 1911)
- Myrmotherula cherriei — Fourmilier à gorge striée, Myrmidon de Cherrie (von Berlepsch & Hartert, 1902)
- Myrmotherula klagesi — Fourmilier du Brésil, Myrmidon de Klages (Todd, 1927)
- Myrmotherula longicauda —  (von Berlepsch & Stolzmann, 1894)
  - Myrmotherula longicauda soderstromi (Gyldenstolpe, 1930)
  - Myrmotherula longicauda pseudoaustralis (Gyldenstolpe, 1930)
  - Myrmotherula longicauda longicauda (von Berlepsch & Stolzmann, 1894)
  - Myrmotherula longicauda australis (Chapman, 1923)
- Myrmotherula ambigua — Fourmilier à gorge jaune, Myrmidon à gorge jaune (Zimmer, JT, 1932)
- Myrmotherula sclateri — Fourmilier de Sclater, Myrmidon de Sclater (Snethlage, E, 1912)
- Myrmotherula axillaris — Myrmidon à flancs blancs (Vieillot, 1817)
  - Myrmotherula axillaris albigula (Lawrence, 1865)
  - Myrmotherula axillaris melaena (Sclater, PL, 1857)
  - Myrmotherula axillaris heterozyga (Zimmer, JT, 1932)
  - Myrmotherula axillaris axillaris (Vieillot, 1817)
  - Myrmotherula axillaris fresnayana (d'Orbigny, 1835)
- Myrmotherula luctuosa — Myrmidon deuil (Pelzeln, 1868)
- Myrmotherula schisticolor — Fourmilier montagnard, Myrmidon ardoisé (Lawrence, 1865)
  - Myrmotherula schisticolor schisticolor (Lawrence, 1865)
  - Myrmotherula schisticolor sanctaemartae (Allen, JA, 1900)
  - Myrmotherula schisticolor interior (Chapman, 1914)
- Myrmotherula sunensis — Fourmilier du Suno, Myrmidon du Suno (Chapman, 1925)
  - Myrmotherula sunensis sunensis (Chapman, 1925)
  - Myrmotherula sunensis yessupi (Bond, 1950)
- Myrmotherula minor — Fourmilier de Salvadori, Myrmidon de Salvadori (Salvadori, 1864)
- Myrmotherula longipennis — Myrmidon longipenne (Pelzeln, 1868)
  - Myrmotherula longipennis longipennis (Pelzeln, 1868)
  - Myrmotherula longipennis zimmeri (Chapman, 1925)
  - Myrmotherula longipennis garbei (von Ihering, H, 1905)
  - Myrmotherula longipennis transitiva (Hellmayr, 1929)
  - Myrmotherula longipennis ochrogyna (Todd, 1927)
  - Myrmotherula longipennis paraensis (Todd, 1920)
- Myrmotherula urosticta — Fourmilier à queue blanche, Myrmidon à queue blanche (Sclater, PL, 1857)
- Myrmotherula iheringi — Fourmilier du Pérou, Myrmidon d'Ihering (Snethlage, E, 1914)
  - Myrmotherula iheringi heteroptera (Todd, 1927)
  - Myrmotherula iheringi iheringi (Snethlage, E, 1914)
  - Myrmotherula iheringi oreni (Miranda & al, 2013)
- Myrmotherula fluminensis — Fourmilier de Orgaos, Myrmidon de Rio de Janeiro (Gonzaga, 1988)
- Myrmotherula grisea — Fourmilier de Bolivie, Myrmidon cendré (Carriker, 1935)
- Myrmotherula unicolor — Fourmilier unicolore, Myrmidon unicolore (Ménétries, 1835)
- Myrmotherula snowi — Myrmidon d'Alagoas, Myrmidon de Snow (Teixeira & Gonzaga, 1985)
- Myrmotherula behni — Fourmilier terne, Myrmidon de Behn (von Berlepsch & Leverkühn, 1890)
  - Myrmotherula behni behni (von Berlepsch & Leverkühn, 1890)
  - Myrmotherula behni yavii (Zimmer, JT & Phelps, 1948)
  - Myrmotherula behni inornata (Sclater, PL, 1890)
  - Myrmotherula behni camanii (Phelps & Phelps Jr, 1952)
- Myrmotherula menetriesii — Fourmilier demi-deuil, Myrmidon gris (d'Orbigny, 1837)
  - Myrmotherula menetriesii pallida (von Berlepsch & Hartert, 1902)
  - Myrmotherula menetriesii cinereiventris (Sclater, PL & Salvin, 1868)
  - Myrmotherula menetriesii menetriesii (d'Orbigny, 1837)
  - Myrmotherula menetriesii berlepschi (Hellmayr, 1903)
  - Myrmotherula menetriesii omissa (Todd, 1927)
- Myrmotherula assimilis — Fourmilier de Pelzeln, Myrmidon plombé (Pelzeln, 1868)
  - Myrmotherula assimilis assimilis (Pelzeln, 1868)
  - Myrmotherula assimilis transamazonica (Gyldenstolpe, 1951)